# Mönchstraße 8 (Stralsund)
Das Gebäude Mönchstraße 8 in Stralsund ist ein denkmalgeschütztes Bauwerk in der Mönchstraße.

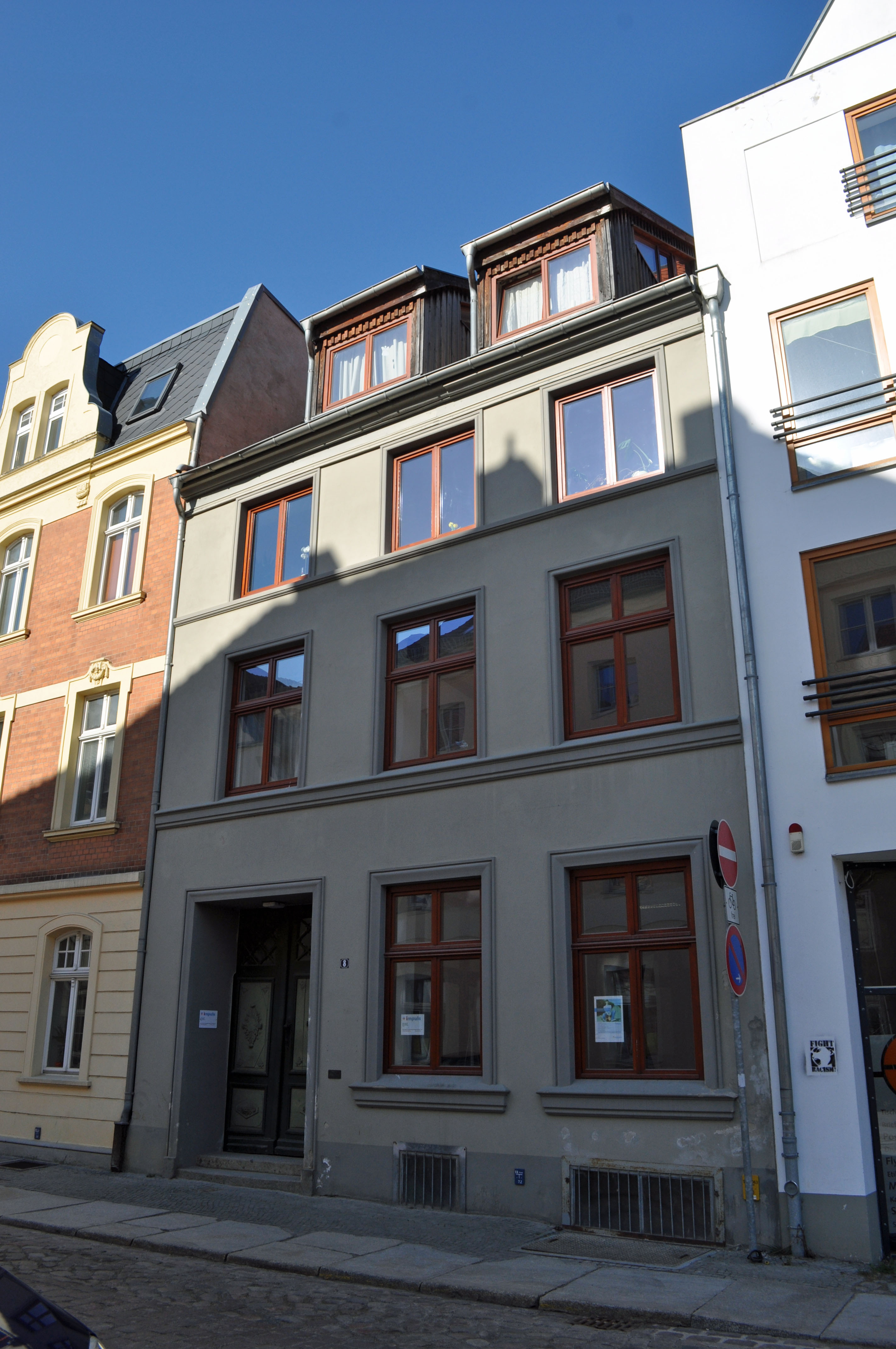
Haus Mönchstraße 8 in Stralsund (2012)

Das dreigeschossige Traufenhaus wurde im 18. Jahrhundert errichtet; aus dieser Zeit ist der Dielengrundriss erhalten. Die Fassade ist verputzt und schlicht gestaltet. Im Keller stehen die mittelalterlichen Brandmauern eines Vorgängerbaus. Die Haustür und eine Stabwerktreppe wurden um 1820/1830 gefertigt.
Das Haus im Kerngebiet des von der UNESCO als Weltkulturerbe anerkannten Stadtgebietes des Kulturgutes „Historische Altstädte Stralsund und Wismar“ ist in die Liste der Baudenkmale in Stralsund eingetragen.